# エルサレム交響楽団
エルサレム交響楽団（英：Jerusalem Symphony Orchestra of the Israel Broadcasting Authority、略称：JSO、ヘブライ語：התזמורת הסימפונית ירושלים, רשות השידור、ラテン語転写：ha-Tizmoret ha-Simfonit Yerushalayim Rashut ha-Shidur) はイスラエルの主要なオーケストラの一つである。

## 概要
1938年にパレスチナ放送が運営する楽団として設立。1986年からエルサレム劇場内のヘンリークラウンホールを本拠地としている。

## 歴代音楽監督
- カレル・シャルモン(1938-1948年)
- マンディ・ローデン(1963-1972年)
- ルーカス・フォス(1972-1976年)
- ガリー・ベルティーニ(1978-1987年)
- ローレンス・フォスター(1988-1992年)
- デヴィッド・シャローン(1992-1999年)
- フレデリック・シャスラン(1999-2002年)
- レオン・ボットスタイン(2003-2011年)
- フレデリック・シャスラン(2011-2019年)
- スティーブン・スローン(2019-2023年)
- ジュリアン・ラクリン(2023年- )